# Natação no Campeonato Europeu de Esportes Aquáticos de 2014 - 400 m medley feminino
A prova dos 400 metros medley feminino da natação no Campeonato Europeu de Esportes Aquáticos de 2014 ocorreu no dia 18 de agosto em Berlim, na Alemanha. 

## Calendário
| Fase          | Data         | Hora  |
| ------------- | ------------ | ----- |
| Eliminatórias | 18 de agosto | 10:33 |
| Final         | 18 de agosto | 18:36 |

Todos os horários estão no horário local (UTC+1)

## Recordes
Antes desta competição, os recordes eram os seguintes:
| Recorde mundial       | Ye Shiwen      | 4:28.43 | Londres   | 28 de julho de 2012 |
| Recorde europeu       | Katinka Hosszú | 4:30.31 | Roma      | 2 de agosto de 2009 |
| Recorde do campeonato | Hannah Miley   | 4:30.09 | Budapeste | 9 de agosto de 2010 |

Os seguintes novos recordes foram estabelecidos durante esta competição. 
| Data         | Prova | Nadadora       | Nacionalidade | Tempo   | Recordes              |
| ------------ | ----- | -------------- | ------------- | ------- | --------------------- |
| 18 de agosto | Final | Katinka Hosszú | Hungria       | 4:31.03 | Recorde do campeonato |

## Medalhistas
| Ouro                 | Prata                 | Bronze               |
| Katinka Hosszú (HUN) | Mireia Belmonte (ESP) | Aimee Willmott (GBR) |

## Resultados

### Eliminatórias
Esses foram os resultados das eliminatórias. 
| Pos. | Bateria | Raia | Nadadora              | Nacionalidade | Tempo   | Notas |
| ---- | ------- | ---- | --------------------- | ------------- | ------- | ----- |
| 1    | 3       | 4    | Katinka Hosszú        | Hungria       | 4:31.53 | Q     |
| 2    | 2       | 4    | Mireia Belmonte       | Espanha       | 4:36.89 | Q     |
| 3    | 3       | 7    | Barbora Závadová      | Chéquia       | 4:38.82 | Q     |
| 4    | 3       | 5    | Aimee Willmott        | Reino Unido   | 4:39.01 | Q     |
| 5    | 3       | 6    | Evelyn Verrasztó      | Hungria       | 4:41.15 | Q     |
| 6    | 2       | 2    | María Vilas           | Espanha       | 4:41.43 | Q     |
| 7    | 2       | 5    | Stefania Pirozzi      | Itália        | 4:41.80 | Q     |
| 8    | 2       | 7    | Stina Gardell         | Suécia        | 4:44.16 | Q     |
| 9    | 3       | 1    | Réka György           | Hungria       | 4:44.23 |       |
| 10   | 3       | 2    | Lara Grangeon         | França        | 4:44.61 |       |
| 11   | 3       | 3    | Yana Martynova        | Rússia        | 4:44.75 |       |
| 12   | 2       | 1    | Franziska Hentke      | Alemanha      | 4:44.87 |       |
| 13   | 2       | 6    | Beatriz Gómez Cortés  | Espanha       | 4:45.32 |       |
| 14   | 3       | 8    | Fantine Lesaffre      | França        | 4:46.47 |       |
| 15   | 2       | 8    | Wendy van der Zanden  | Países Baixos | 4:47.59 |       |
| 16   | 2       | 3    | Catalina Corró        | Espanha       | 4:48.81 |       |
| 17   | 1       | 4    | Alyona Kyselyova      | Ucrânia       | 4:50.16 |       |
| 18   | 3       | 9    | Martina van Berkel    | Suíça         | 4:51.58 |       |
| 19   | 3       | 0    | Julie Lauridsen       | Dinamarca     | 4:51.83 |       |
| 20   | 1       | 5    | Lisa Stamm            | Suíça         | 4:52.47 |       |
| 21   | 2       | 0    | Victoria Kaminskaya   | Portugal      | 4:52.83 |       |
| 22   | 2       | 9    | Tanja Kylliaeinen     | Finlândia     | 4:55.41 |       |
| 23   | 1       | 6    | Gizem Bozkurt         | Turquia       | 4:56.45 |       |
| 24   | 1       | 7    | Alena Benešová        | Chéquia       | 5:07.27 |       |
| 25   | 1       | 2    | Hilla Kortetjaervi    | Finlândia     | 5:13.70 |       |
| 26   | 1       | 1    | Anna-Marie Benešová   | Chéquia       | 5:29.90 |       |
| —    | 1       | 3    | Annick van Wetsendorp | Suíça         |         | DSQ   |

### Final
Esse foi o resultado da final. 
| Pos.              | Raia | Nadadora         | Nacionalidade | Tempo   | Notas                 |
| ----------------- | ---- | ---------------- | ------------- | ------- | --------------------- |
| Medalha de ouro   | 4    | Katinka Hosszú   | Hungria       | 4:31.03 | Recorde do campeonato |
| Medalha de prata  | 5    | Mireia Belmonte  | Espanha       | 4:33.13 |                       |
| Medalha de bronze | 6    | Aimee Willmott   | Reino Unido   | 4:34.69 |                       |
| 4                 | 3    | Barbora Závadová | Chéquia       | 4:37.82 |                       |
| 5                 | 1    | Stefania Pirozzi | Itália        | 4:39.51 |                       |
| 6                 | 2    | Evelyn Verrasztó | Hungria       | 4:40.61 |                       |
| 7                 | 8    | Stina Gardell    | Suécia        | 4:41.52 |                       |
| 8                 | 7    | Mariá Vilas      | Espanha       | 4:43.31 |                       |

Legenda
| Recorde mundial       | Recorde mundial (World record)               |                       | Recorde africano                      | Recorde africano (African) |                                           | Q | Classificado por posição (Qualified) |
| Recorde do campeonato | Recorde do campeonato (Championship record)  | Recorde da América    | Recorde da América (Americas)         | q                          | Classificado por melhor tempo (Qualified) |   |                                      |
| Melhor marca do ano   | Melhor marca do ano (World leading)          | Recorde asiático      | Recorde asiático (Asian)              | DNS                        | Não largou (Did not start)                |   |                                      |
| Recorde nacional      | Recorde nacional (National record)           | Recorde europeu       | Recorde europeu (European)            | DNF                        | Não terminou (Did not finish)             |   |                                      |
| Recorde pessoal       | Recorde pessoal do atleta (Personal best)    | Recorde da Oceania    | Recorde da Oceania (Oceania)          | DSQ / DQ                   | Desclassificado (Disqualified)            |   |                                      |
| Recorde da temporada  | Recorde da temporada do atleta (Season best) | Recorde sul-americano | Recorde sul-americano (South America) | NM                         | Sem marca (No mark)                       |   |                                      |